# The Great Impostor
The Great Impostor is een Amerikaanse filmkomedie uit 1960 onder regie van Robert Mulligan. Het scenario is losjes gebaseerd op het gelijknamige roman uit 1959 van de Amerikaanse auteur Robert Crichton.

## Verhaal
Ferdinand Demara gaat zonder diploma in het Amerikaanse leger. Omdat hem daar een carrière als officier ontzegd wordt, vervalst hij zijn papieren. Wanneer die vervalsing aan het licht komt, duikt hij onder bij de paters trappisten. Hij neemt dikwijls met succes een nieuwe identiteit aan. Zo geeft hij zich onder meer uit voor een hoogleraar aan Harvard, een cipier en een scheepsarts.

## Rolverdeling
| Acteur              | Personage                 |
| ------------------- | ------------------------- |
| Tony Curtis         | Ferdinand Demara          |
| Karl Malden         | Pastoor Devlin            |
| Edmond O'Brien      | Kapitein Glover           |
| Arthur O'Connell    | J.B. Chandler             |
| Gary Merrill        | Pa Demara                 |
| Joan Blackman       | Luitenant Catherine Lacey |
| Raymond Massey      | Abbott Donner             |
| Robert Middleton    | R.C. Brown                |
| Jeanette Nolan      | Ma Demara                 |
| Sue Ane Langdon     | Eulalie Chandler          |
| Larry Gates         | Kardinaal                 |
| Mike Kellin         | Clifford Thompson         |
| Frank Gorshin       | Barney                    |
| Cindi Wood          | Luitenant                 |
| Dick Sargent        | Hotchkiss                 |
| Robert Crawford jr. | Fred Demara jr.           |
| Doodles Weaver      | Boer                      |
| Ward Ramsey         | Luitenant Howard          |
| David White         | Dokter Hammond            |
| Philip Ahn          | Kapitein Hun Kim          |
| Herbert Rudley      | Officier                  |
| Jerry Paris         | Luitenant                 |
| Harry Carey jr.     | Dokter Mornay             |
| Willard Sage        | Luitenant Thornton        |